# Sobralinho
Sobralinho ist eine portugiesische Kleinstadt (Vila) und eine ehemalige Gemeinde in der Metropolregion Lissabon.

## Geschichte
Die Gemeinde Sobralinho wurde erst 1985 durch Ausgliederung aus der Gemeinde Alverca do Ribatejo geschaffen.
Am 12. Juli 1997 wurde Sobralinho zur Kleinstadt (Vila) erhoben.
Mit der Gemeindereform 2013 wurde die Gemeinde Sobralinho wieder mit Alverca do Ribatejo zusammengeführt, zur neuen Gemeinde Alverca do Ribatejo e Sobralinho.

## Verwaltung
Sobralinho war Sitz einer gleichnamigen Gemeinde (Freguesia) im Kreis (Concelho) von Vila Franca de Xira im Distrikt Lissabon. Die Gemeinde hatte 5035 Einwohner (Stand 30. Juni 2011).
Die Gemeinde bestand nur aus der namensgebenden Ortschaft.
Mit der Gebietsreform vom 29. September 2013 wurden die Gemeinden Sobralinho und Alverca do Ribatejo zur neuen Gemeinde União das Freguesias de Alverca do Ribatejo e Sobralinho zusammengeschlossen.